# Kim Chang-hee
Kim Chang-hee, kor.  김 창희  (ur. 14 lutego 1921, zm. 18 stycznia 1990) – koreański sztangista, brązowy medalista olimpijski z Melbourne.
Reprezentował Koreę Południową. Brał udział w trzech igrzyskach (IO 48, IO 52, IO 56). W 1956 zajął trzecie miejsce w wadze lekkiej z wynikiem 370 kg w trójboju. Zwyciężył w igrzyskach azjatyckich w 1954.